# Buenos Aires (Palma de Mallorca)
Buenos Aires (en catalán Bons Aires) es un barrio de la ciudad de Palma de Mallorca, Baleares, España.
Está delimitado por los barrios de El Mercado, Plaza de los Patines, Son Cotoner, Campo de Serralta, El Fortín, Campo Redondo, Plaza de Toros, s'Olivera y Archiduque.
Transcurren por este barrio distintas líneas de autobuses de la Empresa Municipal de Transportes de Palma de Mallorca (EMT) como las líneas 10, 11, 12, etc.
Alcanzaba en el año 2007 la cifra de 19.267 habitantes.
- Datos: Q8250766